# Phrygilanthus mapirensis
Phrygilanthus mapirensis är en tvåhjärtbladig växtart som först beskrevs av Henry Hurd Rusby, och fick sitt nu gällande namn av Adolf Engler. Phrygilanthus mapirensis ingår i släktet Phrygilanthus och familjen Loranthaceae. Inga underarter finns listade i Catalogue of Life.